# Френе, Жан Фредерик
Жан Фредерик Френе (фр. Jean Frédéric Frenet, 7 февраля 1816 — 12 июня 1900) — французский математик, астроном и метеоролог.
Родился в 1816 году. Учился в высшей Нормальной школе в Париже.
С 1848 года — профессор математики в лионском факультете наук. Ему наравне с Серре принадлежит авторство формул Френе, применяемых в дифференциальной геометрии кривых.

## Труды
- «Recueil d’exercices sur le calcul infinitésimal» (Париж, 1856; на русском языке два перевода: Д. Крюковского, СПб., 1885 и А. Ненашева, М., 1899—1900).
- Научные сочинения:
  - «Théorie analytique des surfaces» («Mémoires de l’Académie d. Sciences de Lyon», III, 1853)
  - «Sommation d’une certaine classe de séries» (ib., VIII, 1857)
  - «Courbes gauches» («Nouvelles annales de mathématiques», XII, 1853)
  - «Courbes à double courbure» (там же, XXIII, 1864), «Fonction θ de Jacobi» («Mémoires de la Société Nationale des Sciences naturelles et mathématiques de Bordeaux», VII, 1870).